# Delosperma cooperi
Delosperma cooperi (svenskt nylatinskt uttal IPA /deːlɔsˈpɛrma ˈkuːperiː/) är en isörtsväxtart från Afrika.

## Beskrivning
Delosperma cooperi är en flerårig marktäckare. Den växter åtta centimeter högt, och kan sprida sig mer än 30 centimeter radiellt längs marken. Bladen är suckulenta med cylindriskt tvärsnitt. Blommorna är intensivt purpurrosa.

## Ursprung, utbredning och systematik

### Ursprung och utbredning
Delosperma cooperi kommer ursprungligen från södra Afrika.

### Underarter
Inga underarter finns listade i Catalogue of Life.

### Besläktade arter och högre taxa
Delosperma cooperi ingår i släktet Delosperma, och familjen isörtsväxter.

## Ekologi

### Biotop och habitat
Delosperma cooperi växer på varma väldränerade orter. Den är torkhärdig, men ej vinterhärdig i tempererade klimat.

## Nomenklatur‑ och forskningshistoria
Delosperma cooperi beskrevs av Joseph Dalton Hooker, och fick sitt nu gällande namn av Louisa Bolus (L. Bol.).

## Artnamnets etymologi och trivialnamn

### Vetenskapligaartnamnetsetymologi
Släktnamnet kommer av grekiska delos, som betyder ”tydlig”, ”skönjbar”, och sperma, som betyder ”frö”.
Artepitetet hyllar Thomas Cooper.

### Trivialnamn
Det engelska trivialnamnet är ice plant, eftersom bladen ser ut att vara täckta av små iskristaller. Delosperma cooperi har inget svenskt trivialnamn.

## Delosperma cooperioch människan
Delosperma cooperi odlas i många delar av världen på grund av sin blomprakt.

## Bildgalleri

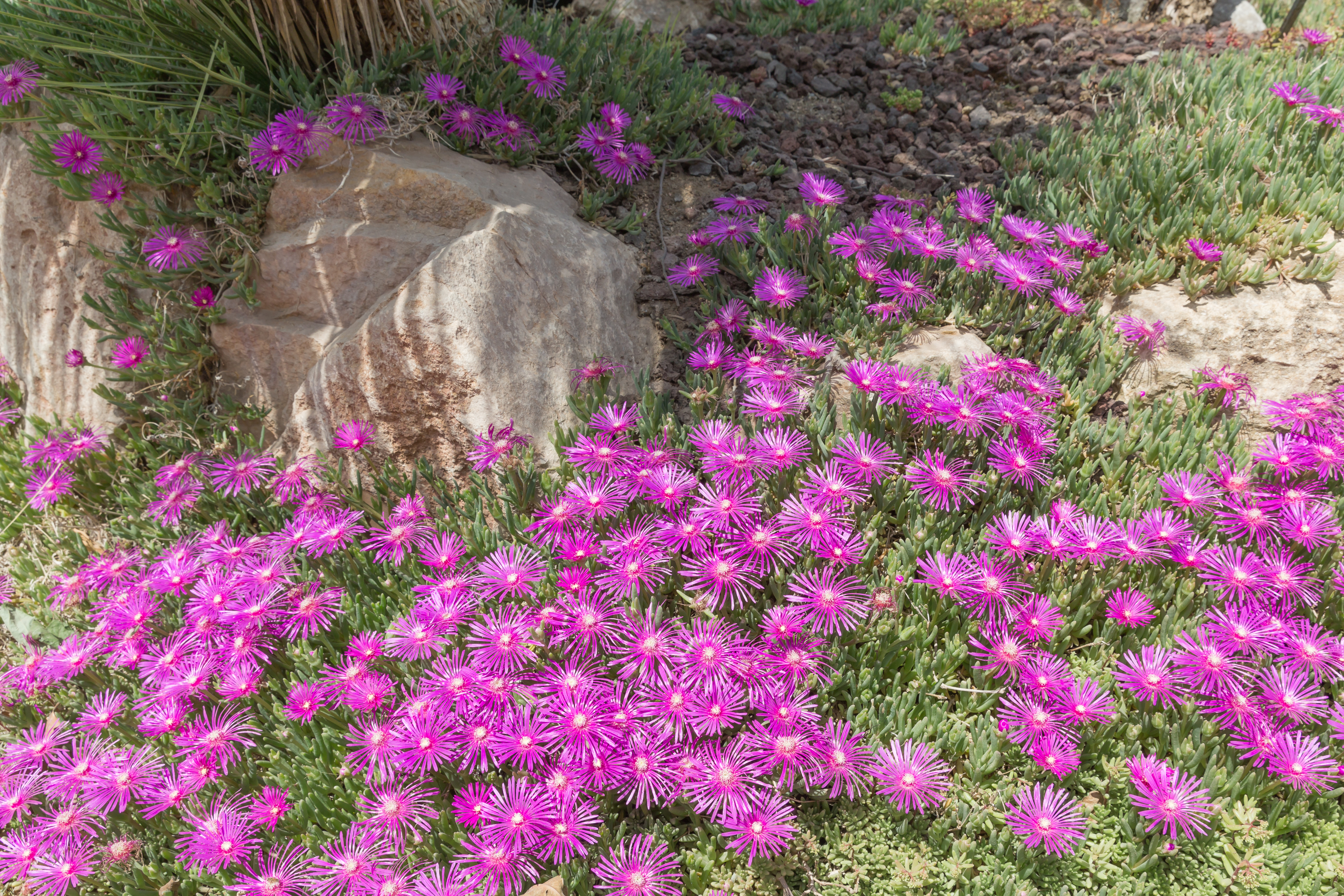
Växtvanor
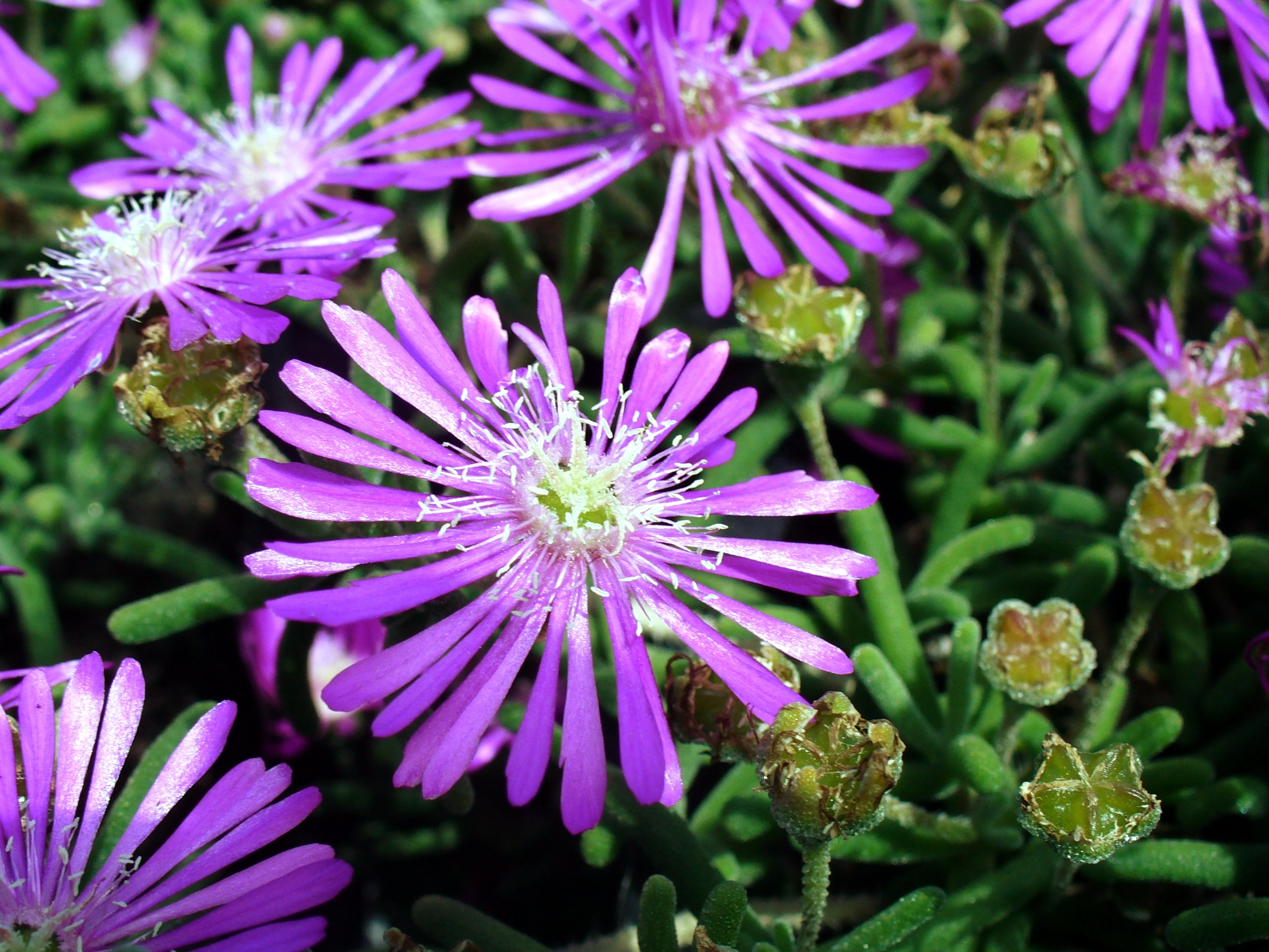
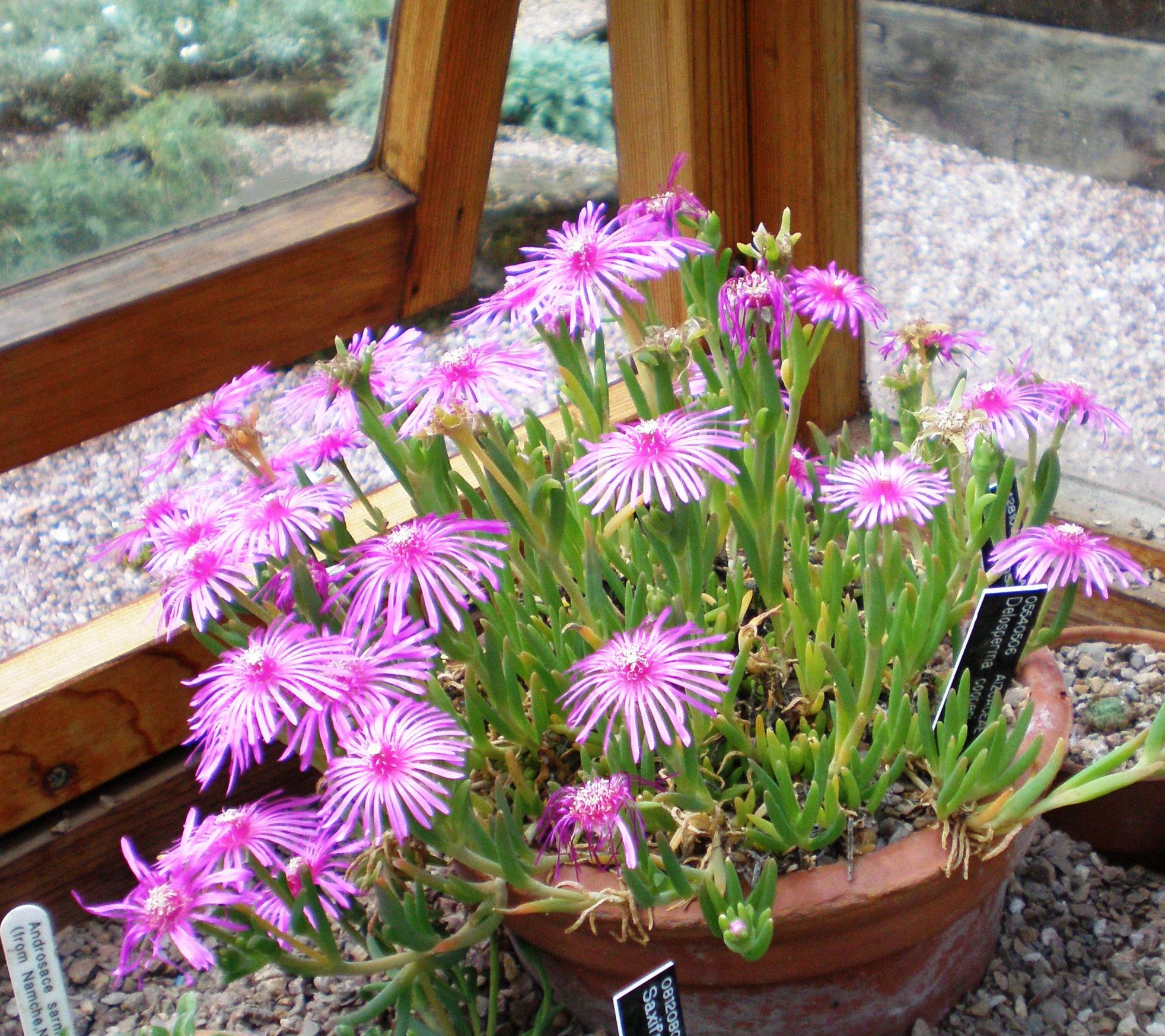
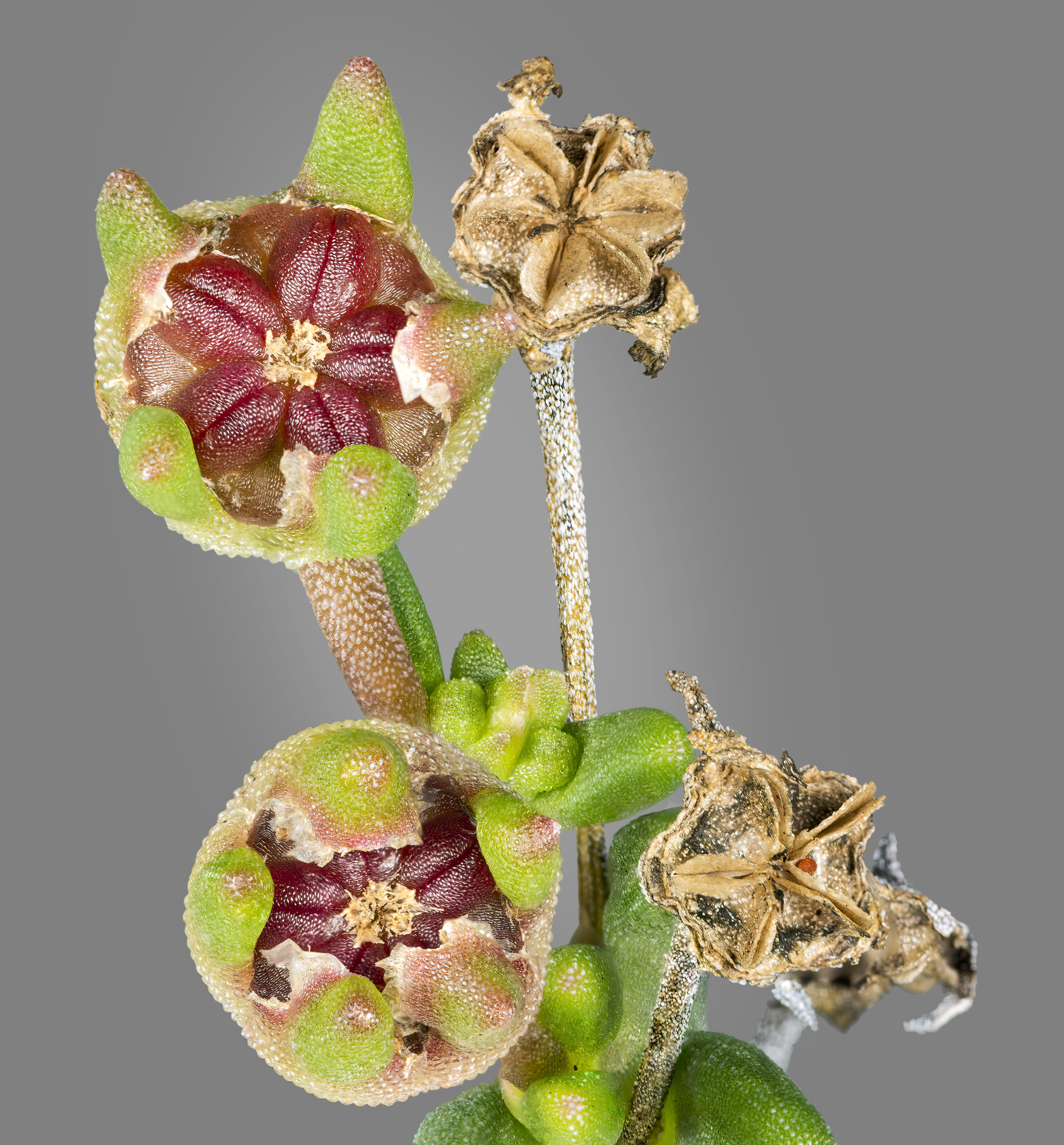
Frukt
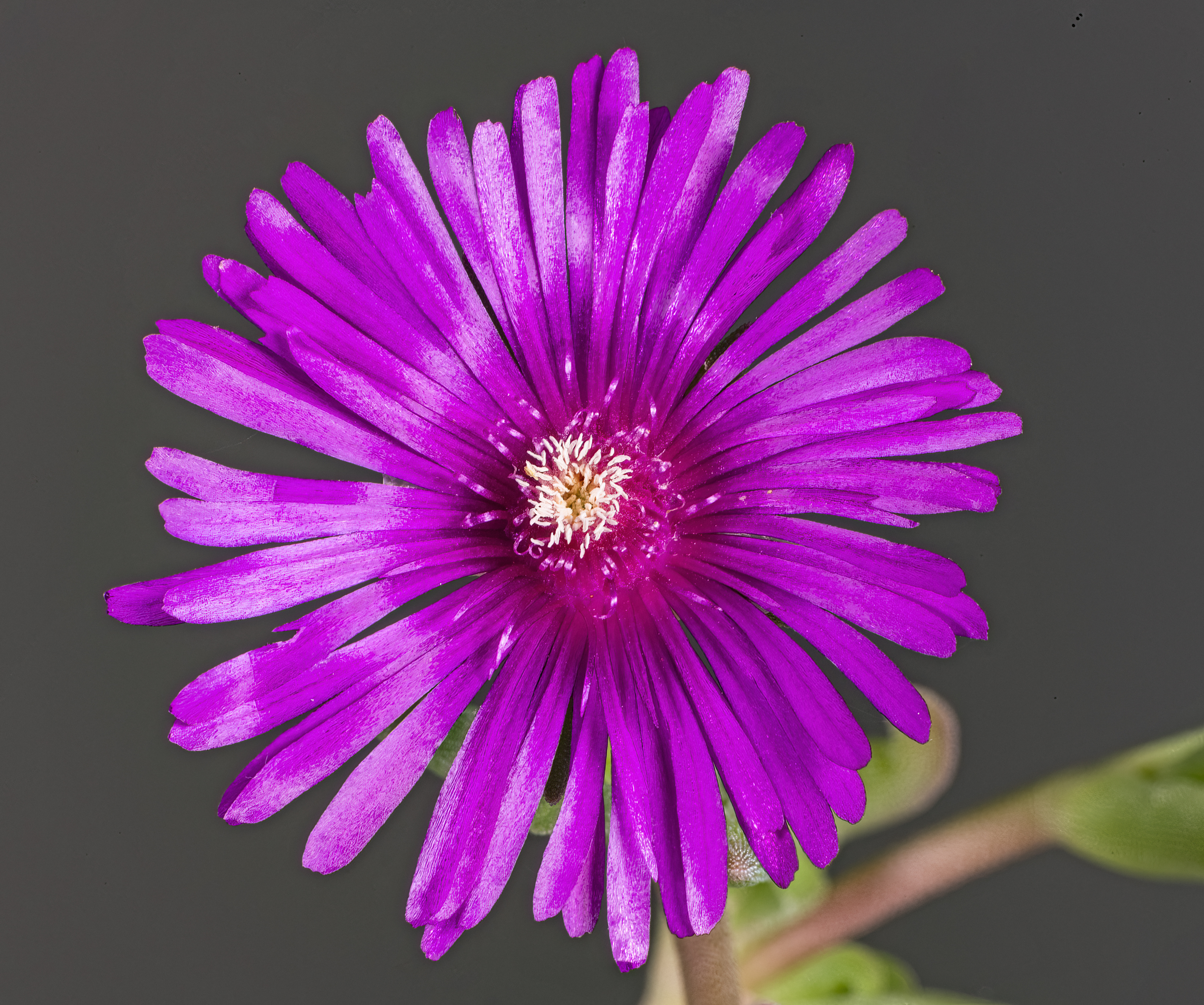
Blomma
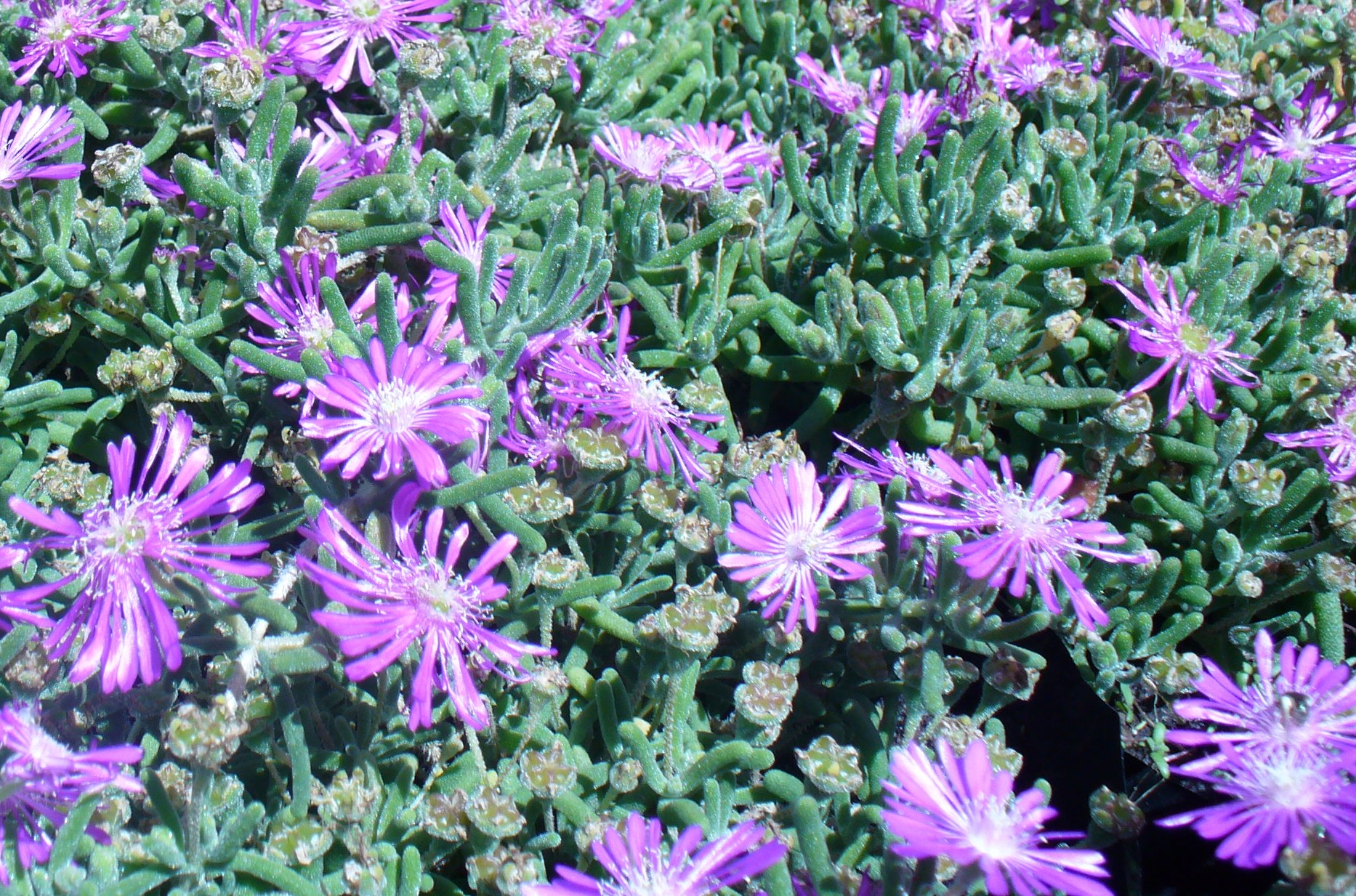